# دانيال ماتيو
دانيال ماتيو (بالإسبانية: Daniel Mateo)‏ هو عداء مسافات طويلة إسباني، ولد في 31 أغسطس 1989 في سريا في إسبانيا.

## وصلات خارجية
- دانيال ماتيو على موقع الاتحاد الدولي لألعاب القوى (الإنجليزية)
- دانيال ماتيو على موقع اللجنة الأولمبية الدولية (الإنجليزية)
- دانيال ماتيو على موقع أوليمبيديا (الإنجليزية)